# Властимир Гаврик
Властимир Гаврик (Београд, 13. јануар 1928 — Београд, 11. август 2008) био је један од најпознатијих филмских и тв сценографа. Потписао је сценографију за 84 играна филма, од чега 56 домаћих наслова и 28 међународних копродукција. Сарађивао је са за редитељима попут Бранка Бауера, Жике Митровића, Радоша Новаковића, Миће Поповића, Пурише Ђорђевића, Торија Јанковића, Александра Петровића, Дарка Бајића и са многим другима
Најшира публика памтиће га по многобројним ТВ серијама које је урадио за РТС: „Срећни људи”, „Породично благо”, „Заборављени” и „Камионџије 2”.
У његове најзначајније радове одликоване великим бројем домаћих (три Златне арене) и страних признања спадају сценографије за филмове: „Маестро и Маргарита”, „Дан дужи од године”, „Дервиш и смрт” и „Црвени коњ”.
За сценографију енглеско-америчког филма „Николај и Александра” о страдању руске царске породице за време револуције учествовао је у деоби „Оскара” који је 1972. године додељен групи сценографа на челу са чувеним Џоном Боксом.
Статуету „Оскар” никада није подигао.
Гаврик се борио за уметничка права и био је дугогодишњи председник Академије филмске уметности.

## Сценографија
| Год.       | Назив                                     | Улога                   |
| ---------- | ----------------------------------------- | ----------------------- |
| 1950.е     |                                           |                         |
| 1950.      | Жетва                                     | арт дизајнер            |
| 1952.      | Хоја! Леро!                               | асистент арт дизајнера  |
| 1953.      | Општинско дете                            | сет дизајнер            |
| 1953.      | Далеко је сунце                           | сценограф               |
| 1954.      | Аникина времена                           | арт директор            |
| 1955.      | Ханка                                     | арт директор            |
| 1955.      | Песма са Кумбаре                          | арт директор            |
| 1955.      | Крвави пут                                | сценограф               |
| 1956.      | Mihail Strogov                            | сет дизајнер            |
| 1956.      | Путници са Сплендида                      | арт директор            |
| 1956.      | Велики и мали                             | арт директор            |
| 1956.      | Ципелице на асфалту                       | сценограф               |
| 1957.      | Суботом увече                             | сценограф               |
| 1958.      | La Tour, prends garde!                    | арт директор            |
| 1958.      | Мис Стон                                  | арт директор            |
| 1958.      | Те ноћи                                   | арт директор            |
| 1959.      | I battellieri del Volga                   | арт директор            |
| 1959.      | Сам                                       | сценограф               |
| 1959.      | Осма врата                                | сценограф               |
| 1960.е     |                                           |                         |
| 1960.      | Партизанске приче                         | сет дизајнер            |
| 1960.      | Капетан Леши                              | сценограф               |
| 1961.      | Солунски атентатори                       | сет дизајнер            |
| 1961.      | Не убиј                                   | арт директор            |
| 1961.      | Не дирај у срећу                          | сценограф               |
| 1961.      | Први грађанин мале вароши                 | сценограф               |
| 1962.      | Шеки снима, пази се                       | сет дизајнер            |
| 1962.      | La Fayette                                | арт директор            |
| 1962.      | Медаљон са три срца                       | сценограф               |
| 1962.      | Прозван је и V-3                          | сценограф               |
| 1963.      | Мушкарци                                  | сценограф               |
| 1964.      | Дуги бродови                              | арт директор            |
| 1965.      | Инспектор                                 | сценограф               |
| 1966.      | Die Nibelungen, Teil 1 — Siegfried        | арт директор            |
| 1966.      | Рој                                       | сценограф               |
| 1967.      | Die Nibelungen, Teil 2 — Kriemhilds Rache | арт директор            |
| 1967.      | Хасанагиница                              | сценограф               |
| 1967.      | Добар ветар Плава птицо                   | сценограф               |
| 1968.      | У раскораку                               | сценограф               |
| 1968.      | Сарајевски атентат                        | сценограф               |
| 1968.      | Брат доктора Хомера                       | сценограф               |
| 1968.      | Операција Београд                         | сценограф               |
| 1969.      | Крвава бајка                              | сценограф               |
| 1969.      | Велики дан                                | сценограф               |
| 1970.е     |                                           |                         |
| 1970.      | Оксиген                                   | сценограф               |
| 1970.      | Са друге стране                           | сценограф               |
| 1971.      | Romansa konjokradice                      | арт директор            |
| 1971.      | Дан дужи од године                        | сценограф               |
| 1972.      | Звезде су очи ратника                     | сценограф               |
| 1972.      | Мајстор и Маргарита                       | сценограф               |
| 1972.      | Како су се волеле две будале              | сценограф               |
| 1974.      | Дервиш и смрт                             | сценограф               |
| 1975.      | Црвена земља                              | сценограф               |
| 1975.      | Зимовање у Јакобсфелду                    | сценограф               |
| 1976.      | Салаш у малом риту                        | сценограф               |
| 1976.      | Вагон ли                                  | сценограф               |
| 1976.      | Салаш у малом риту                        | сценограф               |
| 1977.      | Gruppenbild mit Dame                      | арт директор            |
| 1977.      | Луде године                               | сценограф               |
| 1978.      | Двобој за јужну пругу                     | арт директор            |
| 1980.е     |                                           |                         |
| 1981.      | Црвени коњ                                | сценограф               |
| 1981.      | Доротеј                                   | сценограф               |
| 1981.      | Лов у мутном                              | сценограф               |
| 1982.      | Doktor Faustus                            | арт директор            |
| 1982.      | Савамала                                  | сценограф               |
| 1983.      | Камионџије 2                              | сценограф               |
| 1984.      | Камионџије поново возе                    | сценограф               |
| 1984.      | Проклета авлија                           | сценограф               |
| 1987.      | Бекство из Собибора                       | арт директор            |
| 1988.      | Заборављени                               | сценограф               |
| 1988.      | Crusoe                                    | арт директор            |
| 1988.      | Magdalene                                 | арт директор            |
| 1989.      | Bunker Palace Hôtel                       | арт директор            |
| 1989.      | Борис Годунов                             | сценограф               |
| 1990.е     |                                           |                         |
| 1991.      | Kabuto                                    | сценограф               |
| 1991.      | Заборављени                               | сценограф               |
| 1992.      | Најлепше године                           | сценограф               |
| 1992.      | Волим и ја неранџе... но трпим            | сценограф               |
| 1992.      | Црни бомбардер                            | сценограф               |
| 1995.      | Подземље                                  | арт директор            |
| 1993—1996. | Срећни људи                               | сценограф               |
| 1997.      | Танго је тужна мисао која се плеше        | сценограф               |
| 1998.      | Судбина једног разума                     | сценограф               |
| 1999.      | Голубовића апотека                        | сценограф               |
| 2000.е     |                                           |                         |
| 2000.      | Тајна породичног блага                    | сценограф               |
| 1998—2000. | Породично благо                           | сценограф               |
| 2007.      | Два                                       | супервизор сценографије |